# Neoflustrellidra
Neoflustrellidra is een monotypisch mosdiertjesgeslacht uit de familie van de Flustrellidridae en de orde Ctenostomatida. De wetenschappelijke naam ervan is in 1976 voor het eerst geldig gepubliceerd door d'Hondt.

## Soort
- Neoflustrellidra schopfi d'Hondt, 1976